# Stazione di Francoforte sul Meno Centrale
La stazione di Francoforte sul Meno Centrale (in tedesco Frankfurt (Main) Hbf) è la principale stazione ferroviaria della città tedesca di Francoforte sul Meno.

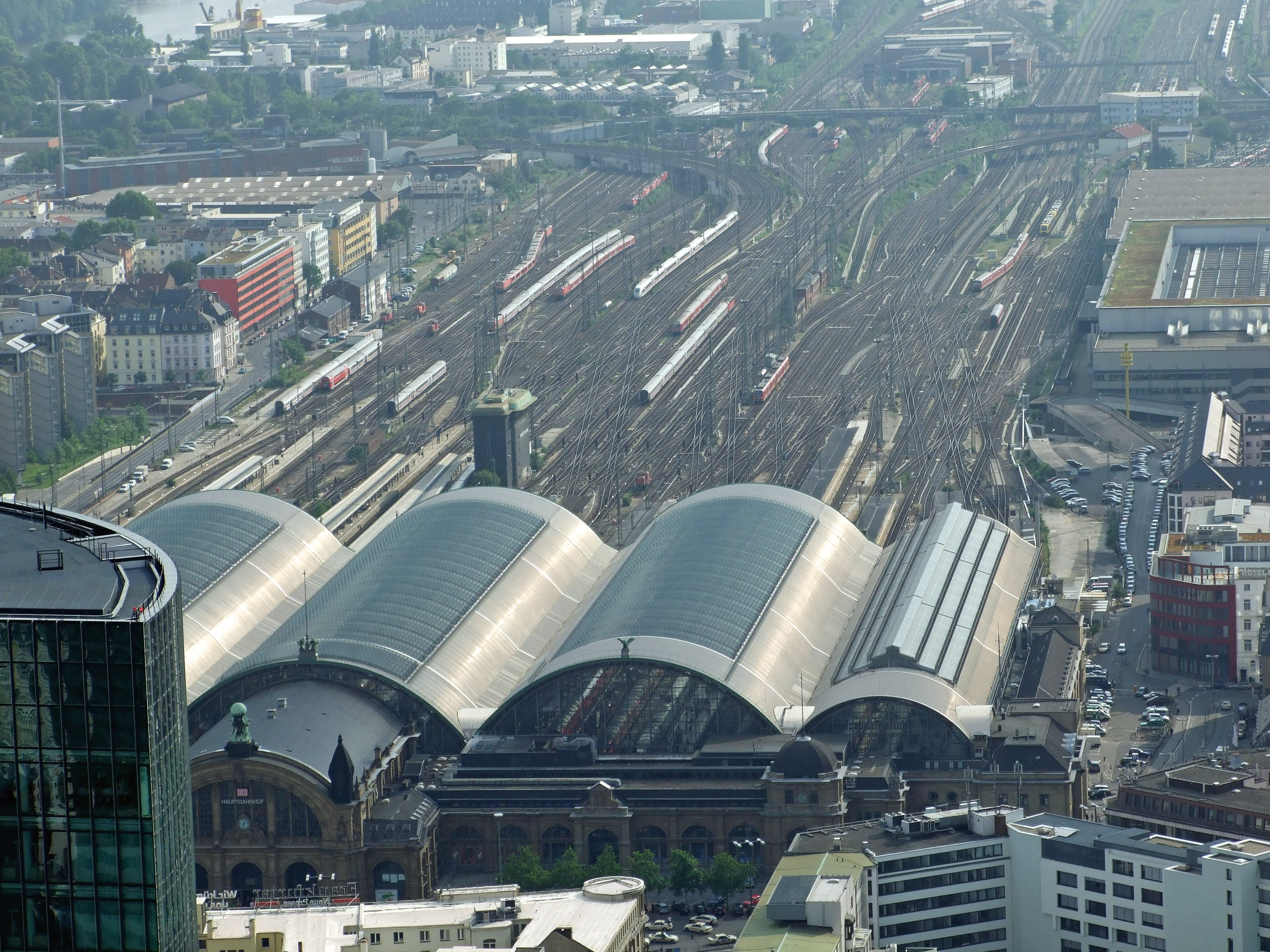
Il fascio di binari in entrata

È nella corrispondenza con parecchie linee di trasporto urbano (U-Bahn e S-Bahn). Con 164,3 milioni di viaggiatori all'anno (450.000 al giorno), è la stazione tedesca più trafficata dopo quella di Amburgo e la quarta stazione in Europa per il traffico di passeggeri dopo le stazioni parigine Nord e Chatelet, e appunto Amburgo.

## Principali collegamenti ferroviari

### ICE (lista non esaustiva)

#### Nazionali
- Berlino (4h06)
- Dresda (4h47)
- Amburgo (3h36)
- Hannover (2h19)
- Kassel (1h23)
- Colonia (1h04)
- Monaco di Baviera (3h10)
- Stoccarda (1h18)

#### Internazionali
- Amsterdam (3h56)
- Basilea (2h50)
- Bruxelles (3h06)
- Lussemburgo (3h57)
- Parigi (3h48)
- Vienna (7h01)
- Zurigo (3h55)